# 57 Жирафа
57 Жирафа (лат. 57 Camelopardalis), OS Большой Медведицы (лат. OS Ursae Majoris), HD 69148 — двойная затменная переменная звезда типа Алголя (EA) в созвездии Большой Медведицы на расстоянии приблизительно 467 световых лет (около 143 парсеков) от Солнца. Видимая звёздная величина звезды — от +5,79m до +5,73m.

## Характеристики
Первый компонент — жёлтый гигант, эруптивная переменная звезда типа RS Гончих Псов (RS) спектрального класса G8III или G0. Радиус — около 12,48 солнечного, светимость — около 111,46 солнечных. Эффективная температура — около 5154 К.
Второй компонент — жёлто-белая звезда спектрального класса F0:.